# IBRA-kören
IBRA-kören är en svensk sångkör, som startade sin verksamhet 1955 under ledning av Lennart Jernestrand (1929–2007), året före anställd som musikchef för IBRA Radio. Denna pingströrelsens egen radiostation hade samma år inlett regelbundna sändningar från Tanger i Nordafrika. 
Kören, som var verksam till 1999, samlades under pingsthelgen 2005 till 50-årsjubileum och gav konserter på några platser. Körledaren Lennart Jernestrand avled den 26 november 2007. Vid begravningsceremonin samlades och sjöng kören för sista gången i Filadelfiakyrkan under ledning av Alvar Almqvist. 
IBRA-kören deltog i många TV- och radioprogram och gjorde flera inspelningar. Exempel på framträdanden Sjung för Guds skull (SVT, 1993) och Julens sånger med Carl-Uno Sjöblom (SVT, 1991). Körens ledare, Lennart Jernestrand, och flera medlemmar i kören deltog också i TV-serien Minns du sången.

## Diskografi (urval)
- IBRAKÖREN - Jag har valt ett mål (PRIM CD 5073, 1991)
- IBRAKÖREN - Å vilken glädje! Önskesånger (PRIM CD 4029, 1995)
- IBRA-kören - LIVE! "avskedskonsert" (IBRA Radio 2000)
- Intill jordens yttersta gränser